# Enric Sanmartí i Grego
Enric Sanmartí i Grego (Barcelona, 1944) és un arqueòleg i conservador d'art català.

## Trajectòria
Exercí com a conservador del Museu Arqueològic de Barcelona entre els anys 1971 i 1985, i també fou el seu director entre 1982 i 1984. També fou conservador del Museu Monogràfic d'Empúries des del 1985 i director de les excavacions entre el 1985 i el 1992. Ha estat membre del Institut Arqueològic Alemany de Berlín i del Centre Nacional de la Recerca Científica (CNRS). Ha excavat a Albintimilium, a Itàlia, i a Cartago, a Tunísia. També a la factoria fenícia de Toscanos, a Màlaga, i en diferents jaciments ibèrics. La seva recerca científica ha destacat molt especialment en els estudis sobre ceràmiques de vernís negre. I ha participat en diversos congresos internacionals, com el Congrés Internacional d'Arqueologia Clàssica, celebrat a Londres el 1978.

## Publicacions[3]
- Empúries (1988), amb R. Marcet
- E. poblado ibérico del Tossal del Moro de Pinyeres: (Batea, Terra Alta, Tarragona) (1990), amb Oswaldo Arteaga i, Enric Sanmartí i Grego, Josep Padró Parcerisa
- Arte griego en España (1987), amb Josep Barberá i Farras i Raimon Camprubí i Sala
- Excavaciones en el poblado layetano del Turó del Vent, Llinars del Vallés: campañas de 1980 y 1981 (1982), amb Alberto López Mullor i Jordi Rovira i Port
- Excavacions al poblat ibèric de la Penya del Moro de Sant Just Desvern (Barcelonés): Campanyes 1974-1975 i 1977-1981 (1982), amb Josep Barberá i Farras
- Noticia histórica y arqueológica de la antigua ciudad de Emporion (1979), amb Joaquim Botet i Sisó, Eduardo Ripoll Perelló i Joaquim Nadal i Farreras
- La cerámica campaniense de Emporion y Rhode (1978)